# Аскинский район
А́скинский райо́н (баш. Асҡын районы) — административно-территориальная единица (район) и муниципальное образование (муниципальный район) в её границах под наименованием муниципальный район Аскинский район (баш. Асҡын районы муниципаль районы), наделённое статусом муниципального района, в составе Республики Башкортостан Российской Федерации.
Административный центр — село Аскино, расположенное в 213 км от Уфы.

## Географическое положение и климат
Район расположен на правобережье реки Уфы, вдоль границы Башкортостана с Пермским краем и Свердловской областью, площадь его территории составляет 2542 км².
Абсолютный максимум температуры составил +36 °C, абсолютный минимум: — -54 °C.

## История
Район был образован 20 августа 1930 года, в состав района вошли волости Бирского кантона.
25 апреля 1932 года Аскинский район был упразднён, его территория была разделена между Караидельским и Балтачёвским районами. В апреле 1935 года Аскинский район был восстановлен в прежних границах.

## Население
| 1989    | 2002    | 2008    | 2009    | 2010    | 2012    | 2013    |
| ------- | ------- | ------- | ------- | ------- | ------- | ------- |
| 23 505  | ↗23 928 | ↘23 654 | ↘23 588 | ↘21 272 | ↘20 486 | ↘19 970 |
| 2014    | 2015    | 2016    | 2017    | 2021    |         |         |
| ↘19 581 | ↘19 343 | ↘19 000 | ↘18 867 | ↘18 235 |         |         |

Согласно прогнозу Минэкономразвития России, численность населения будет составлять:
- 2024 — 17,98 тыс. чел.
- 2035 — 15,99 тыс. чел.

### Национальный состав
Национальный состав по переписям:
| Год  | башкиры | татары | русские |
| ---- | ------- | ------ | ------- |
| 1970 | 57,6%   | 19,5%  |         |
| 1989 | 63,3%   | 23,9%  |         |
| 2002 | 70,9%   | 17,6%  | 10,5%   |
| 2010 | 68,9%   | 19,4%  | 10,6%   |
| 2020 | 72,7%   | 15,2%  | 10,8%   |

По итогам переписи населения 2020 года проживали следующие национальности (национальности менее 0,1 % и другое см. в сноске к строке «Другие»):
| Национальность | Численность, чел. | Доля     |
| -------------- | ----------------- | -------- |
| Башкиры        | 13 256            | 72,70 %  |
| Татары         | 2770              | 15,19 %  |
| Русские        | 1965              | 10,78 %  |
| Марийцы        | 62                | 0,34 %   |
| Армяне         | 22                | 0,12 %   |
| Другие         | 160               | 0,87 %   |
| Итого          | 18 235            | 100,00 % |

### Языковой состав
Согласно Всероссийской переписи населения 2010 года родными языками населения являются: башкирский — 54,2 %, 
татарский — 33,3 %, русский — 11,7 %.
Согласно Всероссийской переписи населения 2020 года родными языками населения являлись: башкирский — 72,1 %, 
татарский — 15,4 %, русский — 11,6 %.

## Административное деление
В Аскинский район как административно-территориальную единицу республики входит 15 сельсоветов.
В одноимённый муниципальный район в рамках местного самоуправления входит 15 муниципальных образований со статусом сельского поселения:
| №     | Муниципальное образование | Административный центр | Количество населённых пунктов | Население (чел.) | Площадь (км²) |
| ----- | ------------------------- | ---------------------- | ----------------------------- | ---------------- | ------------- |
| 1e-06 | Сельское поселение        |                        |                               |                  |               |
| 1     | Арбашевский сельсовет     | село Арбашево          | 2                             | ↘355             |               |
| 2     | Аскинский сельсовет       | село Аскино            | 10                            | ↗8093            |               |
| 3     | Евбулякский сельсовет     | деревня Евбуляк        | 7                             | ↘729             |               |
| 4     | Казанчинский сельсовет    | село Старые Казанчи    | 8                             | ↘954             |               |
| 5     | Карткисяковский сельсовет | деревня Карткисяк      | 1                             | ↘421             |               |
| 6     | Кашкинский сельсовет      | село Кашкино           | 5                             | ↘1443            |               |
| 7     | Ключевский сельсовет      | село Ключи             | 3                             | ↘336             |               |
| 8     | Кубиязовский сельсовет    | село Кубиязы           | 4                             | ↘1343            |               |
| 9     | Кунгаковский сельсовет    | деревня Кунгак         | 4                             | ↘527             |               |
| 10    | Кшлау-Елгинский сельсовет | деревня Кшлау-Елга     | 6                             | ↘1057            |               |
| 11    | Мутабашевский сельсовет   | село Старый Мутабаш    | 7                             | ↗458             |               |
| 12    | Петропавловский сельсовет | деревня Петропавловка  | 8                             | ↘839             |               |
| 13    | Султанбековский сельсовет | деревня Султанбеково   | 3                             | ↗640             |               |
| 14    | Урмиязовский сельсовет    | село Урмиязы           | 5                             | ↘1230            |               |
| 15    | Усть-Табасский сельсовет  | деревня Усть-Табаска   | 1                             | ↘442             |               |

### Населённые пункты
В районе 74 населённых пункта.
| №  | Населённый пункт | Тип     | Население | Муниципальное образование |
| -- | ---------------- | ------- | --------- | ------------------------- |
| 1  | Авадай           | деревня | ↘13       | Кубиязовский сельсовет    |
| 2  | Альягиш          | деревня | ↘94       | Казанчинский сельсовет    |
| 3  | Амирово          | деревня | ↘304      | Кашкинский сельсовет      |
| 4  | Арбашево         | село    | ↘209      | Арбашевский сельсовет     |
| 5  | Аскино           | село    | ↗7704     | Аскинский сельсовет       |
| 6  | Базанчатово      | деревня | ↘245      | Кшлау-Елгинский сельсовет |
| 7  | Барахаевка       | деревня | ↘124      | Аскинский сельсовет       |
| 8  | Башкортостан     | деревня | ↘45       | Казанчинский сельсовет    |
| 9  | Бильгиш          | деревня | ↘329      | Кашкинский сельсовет      |
| 10 | Большое Озеро    | деревня | ↘15       | Аскинский сельсовет       |
| 11 | Ваш-Язы          | деревня | ↘16       | Кшлау-Елгинский сельсовет |
| 12 | Верхненикольское | деревня | ↘9        | Аскинский сельсовет       |
| 13 | Гумбино          | деревня | ↘141      | Кашкинский сельсовет      |
| 14 | Давлятовка       | деревня | ↘129      | Петропавловский сельсовет |
| 15 | Дульцевка        | деревня | ↘26       | Урмиязовский сельсовет    |
| 16 | Евбуляк          | деревня | ↘86       | Евбулякский сельсовет     |
| 17 | Ерма-Елань       | деревня | ↘85       | Петропавловский сельсовет |
| 18 | Камашады         | деревня | →10       | Султанбековский сельсовет |
| 19 | Карткисяк        | деревня | ↘421      | Карткисяковский сельсовет |
| 20 | Кашкино          | село    | ↘843      | Кашкинский сельсовет      |
| 21 | Каюмово          | деревня | →0        | Кшлау-Елгинский сельсовет |
| 22 | Кигазы           | село    | ↘468      | Петропавловский сельсовет |
| 23 | Ключевой Лог     | деревня | ↘29       | Кунгаковский сельсовет    |
| 24 | Ключи            | село    | ↘170      | Ключевский сельсовет      |
| 25 | Королёво         | деревня | ↘54       | Евбулякский сельсовет     |
| 26 | Кубиязы          | село    | ↘1212     | Кубиязовский сельсовет    |
| 27 | Кунгак           | деревня | ↘602      | Кунгаковский сельсовет    |
| 28 | Кунгакбаш        | деревня | ↗1        | Кунгаковский сельсовет    |
| 29 | Кучаново         | село    | ↘127      | Ключевский сельсовет      |
| 30 | Кушкуль          | деревня | ↘20       | Евбулякский сельсовет     |
| 31 | Куяштыр          | село    | ↘322      | Аскинский сельсовет       |
| 32 | Кшлау-Елга       | деревня | ↘345      | Кшлау-Елгинский сельсовет |
| 33 | Любимовка        | деревня | ↗19       | Петропавловский сельсовет |
| 34 | Матала           | деревня | ↘56       | Кубиязовский сельсовет    |
| 35 | Михайловка       | село    | ↘21       | Казанчинский сельсовет    |
| 36 | Мута-Елга        | деревня | ↘237      | Мутабашевский сельсовет   |
| 37 | Новая Бурма      | село    | ↘189      | Аскинский сельсовет       |
| 38 | Новая Кара       | деревня | ↘167      | Казанчинский сельсовет    |
| 39 | Новокочкильдино  | деревня | ↗330      | Урмиязовский сельсовет    |
| 40 | Новые Багазы     | деревня | ↘277      | Аскинский сельсовет       |
| 41 | Новые Казанчи    | деревня | ↗443      | Кшлау-Елгинский сельсовет |
| 42 | Новый Карткисяк  | деревня | ↘58       | Евбулякский сельсовет     |
| 43 | Новый Кубияз     | деревня | →0        | Петропавловский сельсовет |
| 44 | Новый Мутабаш    | деревня | ↘45       | Мутабашевский сельсовет   |
| 45 | Новый Суюш       | деревня | ↘127      | Кашкинский сельсовет      |
| 46 | Ольховый Ключ    | деревня | ↘42       | Петропавловский сельсовет |
| 47 | Петропавловка    | деревня | ↘184      | Петропавловский сельсовет |
| 48 | Русская Кара     | деревня | ↘3        | Казанчинский сельсовет    |
| 49 | Старая Кара      | деревня | ↘39       | Казанчинский сельсовет    |
| 50 | Старокочкильдино | деревня | ↘274      | Урмиязовский сельсовет    |
| 51 | Старые Казанчи   | село    | ↘631      | Казанчинский сельсовет    |
| 52 | Старый Мутабаш   | село    | ↘218      | Мутабашевский сельсовет   |
| 53 | Степановка       | деревня | ↘122      | Ключевский сельсовет      |
| 54 | Султанай         | деревня | ↘243      | Евбулякский сельсовет     |
| 55 | Султанбеково     | деревня | ↗459      | Султанбековский сельсовет |
| 56 | Талог            | деревня | ↘26       | Аскинский сельсовет       |
| 57 | Ташлыкуль        | деревня | ↘26       | Кунгаковский сельсовет    |
| 58 | Тульгузбаш       | деревня | ↘265      | Аскинский сельсовет       |
| 59 | Тупралы          | деревня | ↘41       | Мутабашевский сельсовет   |
| 60 | Тюйск            | деревня | ↘257      | Аскинский сельсовет       |
| 61 | Улу-Елга         | деревня | ↘136      | Кшлау-Елгинский сельсовет |
| 62 | Упканкуль        | деревня | ↘404      | Евбулякский сельсовет     |
| 63 | Урманкуль        | деревня | ↘147      | Казанчинский сельсовет    |
| 64 | Урмиязы          | село    | ↘583      | Урмиязовский сельсовет    |
| 65 | Уршады           | деревня | ↘276      | Урмиязовский сельсовет    |
| 66 | Усть-Табаска     | деревня | ↘442      | Усть-Табасский сельсовет  |
| 67 | Утяшино          | деревня | ↘182      | Кубиязовский сельсовет    |
| 68 | Чад              | деревня | →44       | Мутабашевский сельсовет   |
| 69 | Чёрное Озеро     | деревня | ↘36       | Евбулякский сельсовет     |
| 70 | Чишма-Уракаево   | деревня | ↘245      | Арбашевский сельсовет     |
| 71 | Чурашево         | деревня | →233      | Султанбековский сельсовет |
| 72 | Шорохово         | деревня | ↘122      | Петропавловский сельсовет |
| 73 | Янаул            | деревня | ↘53       | Мутабашевский сельсовет   |
| 74 | Янкисяк          | деревня | ↘47       | Мутабашевский сельсовет   |

## Экономика
В экономике района преобладают сельское хозяйство и лесная промышленность. Сельскохозяйственные угодья занимают 92,8 тыс. га (36,7 % общей площади района), из них пашни: 66,7 га, пастбища: 18,7 тыс. га. В сельском хозяйстве основными считаются возделывание озимой ржи, яровой пшеницы, картофеля, разведение молочно-мясного скота. Среди сельскохозяйственных предприятий выделяются животноводческие совхозы «Урмиязовский», «Тюйский» и «Дружба». В селе Аскино работают овощесушильный и маслосыродельный заводы, РТП.
Площадь Аскинского лесхоза (126 тыс. га) сосредотачивает 16 981 тыс. м³ древесины (в том числе 6300 тыс. м³ хвойных пород), из которых 8700 тыс. м³ относится к спелым и перестойным насаждениям. Лесозаготовки ведутся, главным образом, в междуречье Сарс-Аяз, где действует лесопункт Аскинского леспромхоза. В лесах, примыкающих к среднему течению реки Тюй, заготовкой древесины занимаются лесопункты Талоговского леспромхоза.

## Транспорт
Транспортная связь района с Уфой осуществляется автотранспортом по дороге Аскино — Явгильдино, далее через Бирск и Благовещенск; Аскино- Старобалтачево- Бураево-Бирск-Уфа.

## Социальная сфера
В районе действуют 51 общеобразовательная школа, в том числе 15 средних школ, Аскинское профессиональное училище, 29 массовых библиотек, 54 клубных учреждения, 4 больницы. Издаются газеты на русском и татарском языках «Аскинская новь», «Ышаныч», выходит районная газета на башкирском языке «Йәнтөйәк».

## Известные люди, связанные с районом
- Сычёв Александр Иванович (1901-1973) — советский военный деятель, генерал-майор (1945 год).
- Кащеев Фёдор Александрович (1934-2020) — башкирский художник живописец, народный художник БАССР (1979).
- Сафин Нурулла Давлетгареевич (1923-1995) — командир миномётного расчёта, Герой Советского Союза (1945).
- Гаязов Альфис Суфиянович (р. 1956) — педагог, министр образования РБ (2011-2015), президент Академии наук РБ (с 2015), доктор педагогических наук, профессор, член-корреспондент Российской академии образования.